# ジョージ・ネヴィル (初代ベッドフォード公爵)
初代ベッドフォード公爵ジョージ・ネヴィル（英語: George Nevill, 1st Duke of Bedford、1457年ごろ – 1483年5月28日）は、イングランド貴族。ネヴィル家の出身であり、1470年にはエドワード4世の娘との縁談があるほどだったが、父が1471年のバーネットの戦いで戦死すると、領地と爵位を没収された。

## 生涯
初代モンターギュ侯爵ジョン・ネヴィルと妻イザベル（Isabel、サー・エドマンド・インゴルズソープの娘）の息子として、1457年ごろに生まれた。
1470年1月5日にイングランド王エドワード4世によりベッドフォード公爵に叙された。このとき、エドワード4世は娘エリザベス（後のヘンリー7世の王妃）をジョージ・ネヴィルに嫁がせるつもりだったという。しかし、父モンターギュ侯爵が反乱を起こして、1471年4月14日のバーネットの戦いで戦死すると、イングランド議会は1478年にネヴィル家領を没収した上で「名誉ある爵位を保てる財産がない」ことを理由としてベッドフォード公爵位を没収した。
1483年5月4日に子供のないまま死去、シェリフ・ハットンで埋葬された。少なくとも1480年3月までは未婚だったという。